# Alessia Tognolli
Alessia Tognolli (Venezia, 28 gennaio 1981) è una schermitrice italiana, specializzata nella sciabola. Ha vinto una medaglia d'oro ed una d'argento ai Campionati mondiali di scherma.

## Palmarès

### Risultati élite
In carriera ha ottenuto i seguenti risultati:
Mondiali
Individuale
A squadre
- Oro nella sciabola a Seul 1999
- Argento nella sciabola a Budapest 2000

Europei
Individuale
A squadre
- Argento nella sciabola a Coblenza 2001
- Bronzo nella sciabola a Funchal 2000

Universiadi
Individuale
A squadre
- Bronzo nella sciabola a Pechino 2001

### Risultati giovani
Mondiali giovani
Individuale
A squadre
- Oro nella sciabola a South Bend 2000

Europei giovani
Individuale
- Argento nella sciabola a Porto 1999

A squadre
- Oro nella sciabola a Porto 1999